# Iia (rivière)

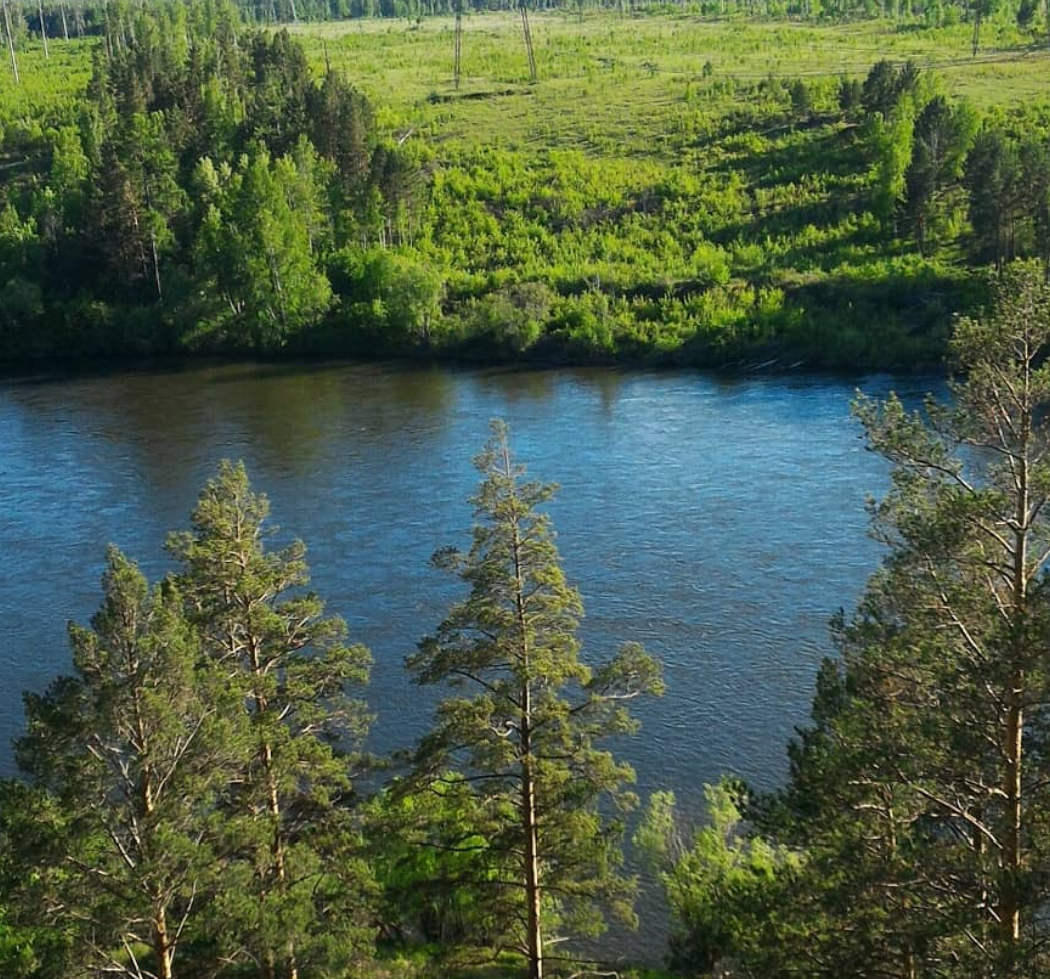
La rivière Iia dans les environs de Touloun, région d'Irkoutsk, Russie

Pour les articles homonymes, voir Iia.
L'Iia (en russe : Ия) est une rivière de Russie qui coule dans l'oblast d'Irkoutsk, en Sibérie orientale. C'est un affluent de l'Angara, donc un sous-affluent de l'Ienisseï.

## Géographie
L'Iia a une longueur de 486 kilomètres (512 kilomètres en incluant sa plus longue branche-source, le Tchian). 
La rivière naît sur le versant nord des monts Saïan orientaux en Tofalarie de l'union de deux rivières-source, le Tchian et la Tcholba. Elle est au départ un petit torrent de montagne, et coule ultérieurement sur les étendues planes de la vallée d'Irkoutsk-Tcheremkhovo. Là, elle devient progressivement une rivière large, calme et lente, qui se jette finalement dans la baie 
Okinski du réservoir de Bratsk sur l'Angara.
La rivière est alimentée surtout par les pluies, en saison estivale. En été, l'Iia provoque ainsi souvent des inondations. 
Dans le bassin de la rivière, on exploite des mines de charbon. La rivière est utilisée pour le flottage du bois. 
En règle générale, l'Iia est prise par les glaces à partir de la fin du mois d'octobre ou du début de novembre, jusqu'à la fin du mois d'avril ou au début du mois de mai. Au printemps la rivière charrie ainsi des blocs de glace qui donnent souvent lieu à des obstructions. 

## Villes traversées
La ville la plus importante baignée par la rivière est Touloun dans l'oblast d'Irkoutsk.

## Affluents
Les affluents les plus importants de l'Iia sont :
- Rive droite :
  - le Kireï
- Rive gauche :
  - l'Ikeï
  - l'Ilir

## Hydrométrie - Les débits mensuels à Touloun
Le débit de l'Iia a été observé pendant 65 ans (durant la période allant de 1920 à 1990) à Touloun, ville située à quelque 119 kilomètres de sa confluence avec l'Angara. 
À Touloun, le débit annuel moyen ou module observé sur cette période était de 150 m3/s pour une surface de drainage de 14 500 km2, soit 
plus ou moins 80 % du bassin versant total de la rivière qui en compte 18 100. La lame d'eau d'écoulement annuel dans le bassin se montait ainsi à 327 millimètres, ce qui est assez élevé et correspond aux valeurs observées sur les autres cours d'eau issus du versant nord des monts Saïan orientaux.
Les crues de l'Iia se déroulent en été, de juin à août inclus (avec un maximum en juillet) et résultent des précipitations de l'été. En septembre, le débit baisse sensiblement, et cette baisse se poursuit jusqu'au début de l'hiver, les précipitations diminuant elles aussi. Ceci mène à la saison des basses eaux. Celles-ci sont liées à l'hiver russe et à ses importantes gelées ; la rivière atteint alors son minimum, ou étiage, période allant de novembre-décembre à mars inclus. 
Le débit moyen mensuel de l'Iia observé en mars (minimum d'étiage) est de 14,3 m3/s, soit un peu plus de 3 % du débit moyen du mois de juillet (453 m3/s), ce qui souligne l'amplitude élevée des variations saisonnières. Les écarts de débit mensuel peuvent d'ailleurs être plus importants encore d'après les années : sur la durée d'observation de 65 ans, le débit mensuel minimal a été de 5,05 m3/s en mars 1974, tandis que le débit mensuel maximal s'élevait à 757 m3/s en août 1980.
En ce qui concerne la période libre de glace (de juin à septembre inclus), le débit minimal observé a été de 128 m3/s en septembre 1989, ce qui restait bien abondant comparé au débit moyen.  